# Mark R. Hughes
Mark Reynolds Hughes (1. ledna 1956 La Mirada, Kalifornie – 21. května 2000 Malibu, Kalifornie) byl americký podnikatel, zakladatel, předseda a CEO Herbalife International Ltd, multi-level marketingové společnosti.

## Život
Mark Reynolds Hughes se narodil v roce 1956, ve městě La Miranda, okres Los Angeles, v Kalifornii. Rodiči byli Jack Reynolds a Jo Ann Hughes, kteří se rozvedli v roce 1970, když bylo Markovi 14 let, od té doby byl vychováván jen matkou.
Jako rodina přežívali na sociálních dávkách, jeho matka trpěla „emocionálními problémy“. Bojovala s obezitou a úzkostnou poruchou, brala amfetamin a prášky na spaní. V deváté třídě Mark Hughes odešel ze školy a začal brát drogy. Později k tomu řekl: „Byl jsem delikvent. Dostal jsem se do problémů se zákonem." V 16 letech byl kurátorem poslán na CEDU, což byla střední škol rezidenčního charakteru se zaměřením na výchovu problémových mladých lidí. Škola sídlila v Running Springs a její počátky byly spojeny s dobročinnou organizací Synanon, založenou v 1958 a později označenou za sektu. Součásti rehabilitačního pobytu na škole, byl prodej lístků do tomboly, výnosy z prodeje z části hradil svěřenci svůj pobyt na škole. Hughes se stal nejlepším prodejcem školy. „Délka pobytu byla založena na tom, kolik finančních prostředků jste přinesli." řekl Hughes pro časopisu People v roce 1985. „Byl tam dost velký tlak, a já jsem chtěl být nejlepší."
Když bylo Hughesovi 19 let, stále pracoval pro CEDU. Jeho matka zemřela 27. dubna 1975, ve svém bytě na předávkování drogami. Podle pitevní zprávy bylo vedle její postele nalezeno několik prázdných lahviček s léky na předpis. Její lékař řekl koronerovi: „Bylo mi známo, že zneužívá léky na předpis“. Toxikologické testy ukázaly vysoce smrtelnou hladinu léku proti bolesti pod názvem Darvon.

## Profesní život před Herbalife a první manželství
V roce 1976, když mu bylo 20 let, zapojil se do prodeje dietních výrobky společnosti Seyforth Laboratories, v rámci MLM kariéry patřil mezi TOP 100. Společnost v roce 1979 ohlásila bankrot. Hughes se zapojil do podnikání se společností Golden Youth, která prodávala cvičební vybavení a produkty na kontrolu hmotnosti formou přímého prodeje. Během spolupráce s Golden Youth se Mark Hughes setkal s Kathryn Whiting, která byla jednou ze čtyř finalistek miss. S tou se v roce 1979 oženil na pláži v Santa Monice, v Kalifornii. Jeho žena, bývalá „Miss Santa Monica", měla tehdy 21 let a studovala na lékařské fakultě. Když společnost Golden Youth ukončila svou činnost, Mark Hughes se rozhodl, že založí vlastní společnost.

## Kariéra
V únoru 1980, ve věku 24 let, založil Mark Hughes společnost Herbalife International se sídlem v Los Angeles. Společnost se od té doby stala jednou z největších na světě, které prostřednictvím systému MLM distribuuje potravinové doplňky na přírodní bázi. Společnost měla v roce 2007 obrat ve výši přibližně 3,5 miliardy dolarů a 2,1 milionu nezávislých distributorů. V roce 2013 podnikala společnost již v 95 zemích, dosáhla tržeb ve výši 7,5 miliardy dolarů.
V počátcích existence společnosti Herbalife se Mark Hughes setkal s Jimem Rohnem, který se stal jeho mentorem, řečníkem na výročních setkáních distributorů společnosti, která jsou známá jako Herbalife Extravaganza.
V polovině 80. let byl Hughes žalován úřadem pro potraviny a léčiva, kanceláří generálního prokurátora v Kalifornii a ministerstvem zdravotnictví. Důvodem bylo, že distributoři společnosti zákazníkům sdělovali nepravdivé tvrzení o zdravotní účincích produktů Herbalife a klamně prezentovali marketingový plán, kterým společnost odměňovala distributory. Zdravotnické agentury obvinily společnost z porušování norem pro označování výrobků a používání klamavých obchodních praktik.
Regulační orgány tvrdily, že společnost prezentovala výrobky jako léčiva. Léky jsou regulovány agenturou F.D.A., zatímco doplňky výživy ne. Někteří zdravotničtí odborníci zpochybnili účinnost přípravků Herbalife a uvedli, že v některých případech se příliš spoléhali na projímadla a kofein, které výrobky obsahují.
V březnu 1985 generální prokurátor státu Kalifornie a ministerstvo zdravotnictví nařídili společnosti Herbalife, aby narovnali tvrzení o účinnosti výrobků, především pak uvedení množství jednotlivých látek obsažených ve výrobcích. Současně měla společnost kontrolovat distributory, zda prezentují správným způsobem marketingový plán.
V souvislosti se mnoha stížnostmi, že spotřebitelé výrobků Herbalife byli poškozeni jejich účinky, byl v květnu 1985 Mark Hughes pozván před komisi podvýboru senátu USA. Mark Hughes se zde, v návaznosti na výpovědi a názory odborníků na výživu, kteří den před tím kritizovali Herbalife, zeptal senátorů: „Pokud jsou toto Vaši odborníci na hubnutí, proč byli tak tlustí?“ Během slyšení Hughes přiznal, že jeho vlastní formální vzdělání skončilo 9. třídou. Když se Hughese zeptali, zda a jak by mohl být kvalifikován k tomu, aby se vyjadřoval k názoru předních lékařských odborníků, odpověděl: „Budu oponovat každému, kdo mi přinese výsledky, které by mohly poškodit společnost.“
Hughes v roce 1986 uzavřel s regulačními agenturami dohodu. Souhlasil s tím, že zaplatí pokutu 850 tisíc dolarů. Tehdejší kalifornský generální prokurátor, John Van De Kamp, byl později citován v Wall Street Journal: „Byla to největší dohoda, která kdy byla uzavřena se společností produkující doplňky stravy."
V prosinci 1991 se Hughesovi a jeho třetí manželce, Suzan Schroder, narodil syn, Alexander Reynolds “Alex” Hughes.
V roce 1994 Mark a Suzan Hughesovi založili charitativní organizaci, zaměřenou na pomoc dětem – Herbalife Family Foundation. Tato organizace a její sesterská organizace International Herbalife Family Foundation darovaly více než 5 milionů amerických dolarů na pomoc dětem na celém světě.
V roce 1998 se oženil počtvrté, jeho manželkou se stala herečka Darcy LaPier.

## Smrt
V sobotu 20. května 2000, večer, Mark Hughes oslavoval 87. narozeniny jeho babičky ze strany matky, příjmením Hazel, která byla oslovována jako Mimi. Bylo to soukromá oslava s několika rodinnými příslušníky, která se konala v jeho domě v Malibu. Mark Hughes se již nějaký čas snažil skoupit všechny zbývající akcie Herbalife a znovu tak získal kontrolu nad společností. Stres a dlouhá pracovní doba se podepsala na jeho zdraví. V té době se zotavoval z prodělané pneumonie. Léčba obsahovala kortikosteroidy, které mu ztěžovaly spaní. Jeho lékař mu na nespavost předepsal lék Doxepin, tricyklické antidepresivum.
Dne 21. května 2000, úřady předběžně sdělily, že Mark Hughes zemřel na náhodné předávkování poté, co smíchal alkohol s „vysokou dávkou” bylinných potravinových doplňků. Scott Carrier, krajský koroner v Los Angeles, sdělil, že výsledky pitvy prokázaly, že: „Hughes (44) požil toxickou kombinaci alkoholu, bylinných potravinových doplňků a léku na nespavost. Hladina alkoholu v jeho krvi byla 0,21 promile."

## Dědictví
Jeho devítiletý syn Alexander "Alex" Hughes, byl jmenován jediným dědicem majetku svého otce, který byl odhadovaný na téměř 400 miliónů dolarů. Hughesova poslední vůle stanovila, že do doby, než Alex dovrší věku 35 let, bude většina jeho dědictví ve správě Jacka Reynoldse, což byl Hughesův otec, advokáta Conrada Kleina a výkonného ředitele společnosti Herbalife Christophera Paira. V roce 2006 Vrchní soud v Los Angeles rozhodl, že ze správy části dědictví (v hodnotě cca 35 milionů dolarů) odvolá Jacka Reynoldse, poté co bylo zjištěno, že porušil několik zákonů o dědictví tím, že postoupil kontrolu nad touto části advokátovi Kleinovi, který pak spojil Alexův osobní majetek s partnerskými účty. Přestože byl Reynolds odvolán, byl stále jedním ze tří správců až do roku 2013, kdy soudce v samostatném soudním řízení nařídil odvolání všech tří pro porušení podmínek a ztrátu důvěry, když špatně spravovali finanční prostředky. Po tomto soudním rozhodní si Alex Hughes ke správě majetku vybral společnost Fidelity Investments, jako svěřenecký fond, což bylo později potvrzeno kalifornským odvolacím soudem.